# Svensktoppen 1979
Svensktoppen 1979 är en sammanställning av de femton populäraste melodierna på Svensktoppen under 1979.
Populärast var Vikingarna med Djingis Khan, den svenska översättningen av det västtyska Eurovisionsbidraget med samma namn. Melodin fick 465 poäng under 10 veckor. Den svenska översättningen av eurovisionens vinnare, Halleluja, spelades in av Jan Malmsjö och blev årets elfte populäraste melodi med 361 poäng under 10 veckor.
Populärast från årets melodifestival var Kjell Hanssons femteplacerade bidrag Mer än bara över natten, som blev årets sjätte populäraste svensktoppsmelodi med 397 poäng under 10 veckor.
Populäraste artisterna var Schytts med två melodier på årssammanfattningen: Jamaica farväl (#3) och Du är som en sommardag (#4).

## Årets Svensktoppsmelodier 1979
| Nr | Artist             | Titel                          | Poäng | Antal veckor |
| -- | ------------------ | ------------------------------ | ----- | ------------ |
| 1  | Vikingarna         | Djingis Khan                   | 465   | 10           |
| 2  | Anne Kihlström     | Jag önskar att jag kunde flyga | 463   | 10           |
| 3  | Schytts            | Jamaica farväl                 | 450   | 10           |
| 4  | Schytts            | Du är som en sommardag         | 416   | 10           |
| 5  | Tonix              | Oh Carol                       | 404   | 10           |
| 6  | Kjell Hansson      | Mer än bara över natten        | 397   | 10           |
| 7  | Staffan Percy      | Drömmens skepp                 | 382   | 10           |
| 8  | Agnetha Fältskog   | När du tar mig i din famn      | 378   | 8            |
| 9  | Ann-Louise Hanson  | Låt natten bli min             | 374   | 10           |
| 10 | Small Town Singers | Sommarbrevet                   | 373   | 10           |
| 11 | Jan Malmsjö        | Halleluja                      | 361   | 10           |
| 12 | Magdeburgarna      | Mary Anne                      | 356   | 10           |
| 13 | Siv-Inger          | Den ensamme herden             | 350   | 10           |
| 14 | Robert Blom        | Vaggviseton                    | 349   | 10           |
| 15 | Christers          | Vem får din sång               | 340   | 10           |